# Fotografia w retrospektywie

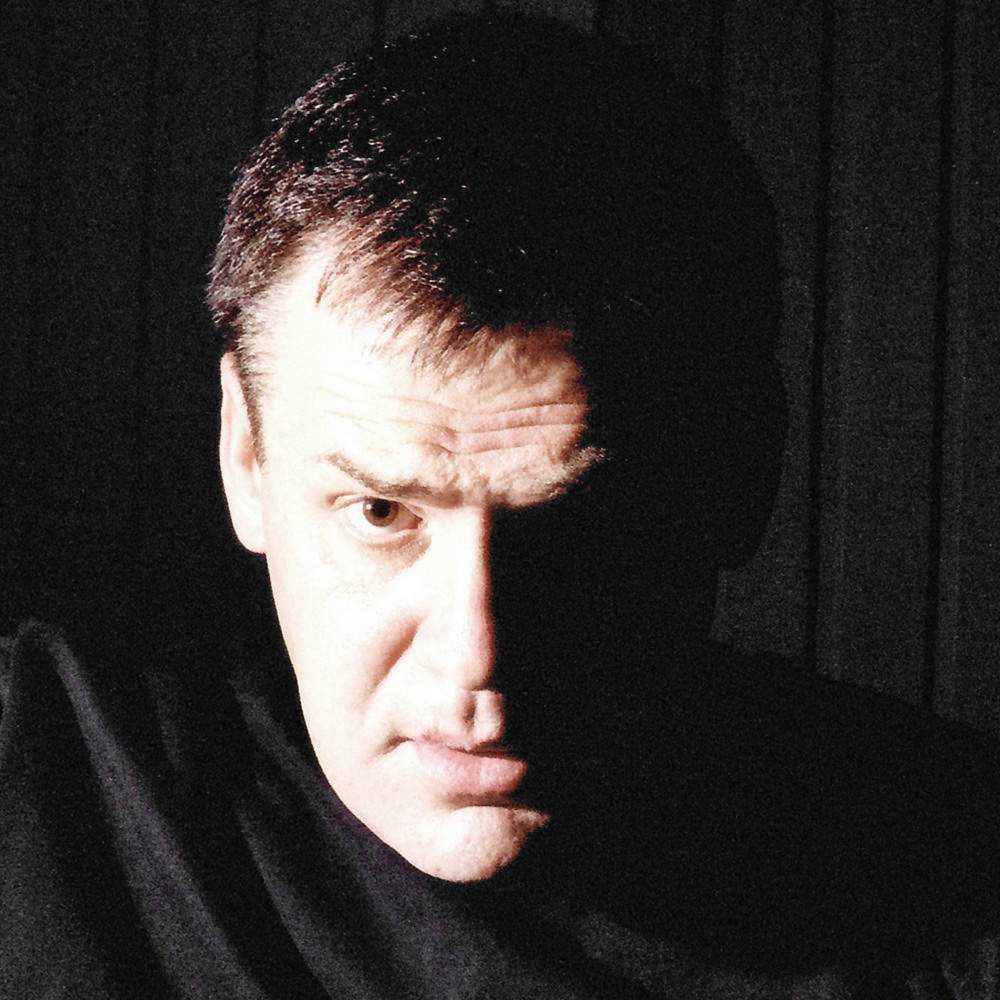
Paweł Matyka

Fotografia w retrospektywie – książka, album fotograficzny, wydany w 2011 roku przez poznańskie wydawnictwo „Coś Pięknego”.

## Charakterystyka
Fotografie opublikowane w albumie to pokłosie ok. 20 lat pracy twórczej tarnobrzeskiego artysty fotografa Pawła Matyki. W albumie opublikowano około 200 zdjęć, które autor wykonał kilka lub kilkanaście lat temu, jak również najnowsze fotografie. W albumie wyszczególniono rozdziały: „Światłem malowane”, „Sesje z modelkami”, „Dziecięce portrety”, „Portrety aktorek i aktorów”, „Fotografia aktu” i „Inne”. 
Pierwsze strony albumu zawierają wstęp i rozdział opisujący techniki, w jakich powstały opublikowane zdjęcia, z wyszczególnieniem techniki „malowania światłem”. Objętość albumu liczy 200 stron, okładka miękka w formacie A5. 

## Projekt okładki
- Paweł Matyka;